# Kristian Osvald Viderø
Kristian Osvald Viderø (27. maj 1906, Skálavík – 8. april 1991, København) var en færøsk forfatter, digter, præst og bibeloversætter.
Viderø arbejdede som fisker, indtil han rejste til København for at studere teologi ved Københavns universitet i 1941, og efter Jacob Dahls død i 1944 fortsatte han oversættelsen af det Det Gamle Testamente til færøsk. Han modtog i 1985 Færøernes litteraturpris for sit arbejde.